# Nogent-le-Roi
Nogent-le-Roi je naselje in občina v srednjem francoskem departmaju Eure-et-Loir regije Center. Naselje je leta 2007 imelo 4.071 prebivalcev.

## Geografija
Kraj leži v pokrajini Île-de-France ob reki Eure, 27 km severno od Chartresa.

## Uprava
Nogent-le-Roi je sedež istoimenskega kantona, v katerega so poleg njegove vključene še občine Le Boullay-Mivoye, Le Boullay-Thierry, Boutigny-Prouais, Bréchamps, Chaudon, Coulombs, Croisilles, Faverolles, Lormaye, Néron, Ormoy, Les Pinthières, Saint-Laurent-la-Gâtine, Saint-Lucien, Senantes, Villemeux-sur-Eure in Villiers-le-Morhier s 15.960 prebivalci.
Kanton Nogent-le-Roi je sestavni del okrožja Dreux.

## Zanimivosti
- cerkev sv. Sulpicija iz 15. stoletja,
- dvorec Château de Nogent-le-Roi iz 19. stoletja, naslednik nekdanjega gradu - trdnjave iz 15. stoletja, uničenega med francosko revolucijo.